# Volumenformel des allgemeinen Tetraeders
Die Volumenformel des allgemeinen Tetraeders ist eine mathematische Formel der Stereometrie. Sie wurde von Leonhard Euler (1707–1793) in dessen berühmter Abhandlung E 231 (Demonstratio nonnullarum insignium proprietatum quibus solida hederis planis inclusa sunt praedita.) angegeben. Euler behandelt und löst unter Punkt 20 dieser Abhandlung das Problem, eine Formel für das Volumen des allgemeinen Tetraeders allein unter Bezug auf die Längen der sechs Tetraederkanten anzugeben.  Der Volumenformel des allgemeinen Tetraeders liegt also die gleiche Aufgabenstellung zugrunde wie der zur Formel von Heron in der Dreiecksgeometrie.

## Die Eulerformel
Gegeben sei ein Tetraeder {\displaystyle {\mathcal {T}}\subset \mathbb {R} ^{3}}, also eine Pyramide mit dreieckiger Grundfläche. Die zur dreieckigen Grundfläche gehörigen  {\displaystyle {\mathcal {T}}}-Kanten seien mit {\displaystyle a,\,b,\,c}  bezeichnet und die im Raum gegenüberliegenden drei {\displaystyle {\mathcal {T}}}-Kanten mit {\displaystyle a^{'},\,b^{'},\,c^{'}} .
Weiter sei für jede {\displaystyle {\mathcal {T}}}-Kanten {\displaystyle x} die Länge dieser Kante mit {\displaystyle |x|} bezeichnet.
Dann gilt für das Tetraedervolumen {\displaystyle V=V({\mathcal {T}})}:
{\displaystyle V={\tfrac {1}{12}}\cdot {\sqrt {|a|^{2}\cdot |a^{'}|^{2}\cdot f_{a}+|b|^{2}\cdot |b^{'}|^{2}\cdot f_{b}+|c|^{2}\cdot |c^{'}|^{2}\cdot f_{c}-\delta }}} 
mit
{\displaystyle f_{a}=|b|^{2}+|b^{'}|^{2}+|c|^{2}+|c^{'}|^{2}-|a|^{2}-|a^{'}|^{2}} 
{\displaystyle f_{b}=|a|^{2}+|a^{'}|^{2}+|c|^{2}+|c^{'}|^{2}-|b|^{2}-|b^{'}|^{2}} 
{\displaystyle f_{c}=|a|^{2}+|a^{'}|^{2}+|b|^{2}+|b^{'}|^{2}-|c|^{2}-|c^{'}|^{2}} 
{\displaystyle \delta =|a|^{2}\cdot |b|^{2}\cdot |c|^{2}+|a|^{2}\cdot |b^{'}|^{2}\cdot |c^{'}|^{2}+|a^{'}|^{2}\cdot |b|^{2}\cdot |c^{'}|^{2}+|a^{'}|^{2}\cdot |b^{'}|^{2}\cdot |c|^{2}} 

## Vereinfachte Eulerformel bei Gleichschenkligkeit und Regularität
Für gleichschenkliges Tetraeder gilt {\displaystyle |x|=|x^{'}|}  bei jeder der sechs {\displaystyle {\mathcal {T}}}-Kanten  {\displaystyle x}. Hier vereinfacht sich
die Eulerformel wie folgt:
{\displaystyle V={\tfrac {\sqrt {2}}{12}}\cdot {\sqrt {(|b|^{2}+|c|^{2}-|a|^{2})\cdot (|a|^{2}+|c|^{2}-|b|^{2})\cdot (|a|^{2}+|b|^{2}-|c|^{2})}}} 
Hieraus ergibt sich unmittelbar die bekannte Volumenformel für das reguläre Tetraeder:
{\displaystyle V={\tfrac {\sqrt {2}}{12}}\cdot |a|^{3}} 

## Vereinfachte Eulerformel bei rechtwinkligen Tetraedern
Für rechtwinklige Tetraeder gilt der Satz des Pythagoras {\displaystyle |a|^{2}=|b^{'}|^{2}+|c^{'}|^{2}} usw. bei jeder der drei {\displaystyle {\mathcal {T}}}-Kanten  {\displaystyle a,\,b,\,c} der Grundfläche. Hier vereinfacht sich
die Eulerformel mit dem Spatprodukt der gegenüberliegenden Kanten {\displaystyle (a^{'},b^{'},c^{'})} zu:
{\displaystyle V={\tfrac {1}{6}}\cdot |(a^{'},b^{'},c^{'})|={\tfrac {1}{6}}\cdot |a^{'}||b^{'}||c^{'}|}.

## Determinantendarstellung
Zur Darstellung des Tetraedervolumens {\displaystyle V=V({\mathcal {T}})} lassen sich in eleganter Weise auch die folgenden Identitäten benutzen, welche auf Determinanten symmetrischer Matrizen beruhen:
{\displaystyle {\begin{aligned}288\cdot V^{2}&=\det {\begin{pmatrix}0&|c|^{2}&|b|^{2}&|a^{'}|^{2}&1\\|c|^{2}&0&|a|^{2}&|b^{'}|^{2}&1\\|b|^{2}&|a|^{2}&0&|c^{'}|^{2}&1\\|a^{'}|^{2}&|b^{'}|^{2}&|c^{'}|^{2}&0&1\\1&1&1&1&0\\\end{pmatrix}}\\&=\det {\begin{pmatrix}2|c|^{2}&|c|^{2}+|b|^{2}-|a|^{2}&|c|^{2}+|a^{'}|^{2}-|b^{'}|^{2}\\|c|^{2}+|b|^{2}-|a|^{2}&2|b|^{2}&|b|^{2}+|a^{'}|^{2}-|c^{'}|^{2}\\|c|^{2}+|a^{'}|^{2}-|b^{'}|^{2}&|b|^{2}+|a^{'}|^{2}-|c^{'}|^{2}&2|a^{'}|^{2}\\\end{pmatrix}}\\\end{aligned}}}
Die dabei zuerst auftretende Determinante nennt man (nach den beiden Mathematikern Arthur Cayley und Karl Menger) auch eine Cayley–Menger-Determinante.

## Anwendung der Cayley-Menger-Determinante
Die Cayley-Menger-Determinantendarstellung des Tetraedervolumens kann herangezogen werden, um einen klassischen Lehrsatz von Leonhard Euler zu formulieren, nämlich den sogenannten Vierpunktesatz von Euler:
Vier (nicht notwendig voneinander verschiedene) Raumpunkte {\displaystyle P_{1},P_{2},P_{3},P_{4}} liegen genau dann in einer Ebene, wenn die Beziehung
{\displaystyle \det {\begin{pmatrix}0&a_{12}^{2}&a_{13}^{2}&a_{14}^{2}&1\\a_{12}^{2}&0&a_{23}^{2}&a_{24}^{2}&1\\a_{13}^{2}&a_{23}^{2}&0&a_{34}^{2}&1\\a_{14}^{2}&a_{24}^{2}&a_{34}^{2}&0&1\\1&1&1&1&0\\\end{pmatrix}}=0}
gilt, wobei {\displaystyle a_{ij}=a_{ji}\;(i,j=1,2,3,4)} jeweils den euklidischen Abstand der Punkte {\displaystyle P_{i}} und {\displaystyle P_{j}} bezeichnet.
Die Aussage des eulerschen Vierpunktesatzes ist demnach die folgende:
Vier Raumpunkte liegen genau dann in einer Ebene, wenn das von ihnen gebildete Tetraeder {\displaystyle {\mathcal {T}}={\mathcal {T}}(P_{1},P_{2},P_{3},P_{4})\subset \mathbb {R} ^{3}} ausgeartet ist und damit das Volumen {\displaystyle V({\mathcal {T}})=0} hat.